# Emanuel Biancucchi
Emanuel Biancucchi Cuccittini (Rosario, Provincia de Santa Fe, Argentina, 28 de julio de 1988) es un futbolista argentino. Juega como mediocentro organizador y actualmente se encuentra en Tacuary Football Club del Primera División de Paraguay. Es primo del reconocido futbolista Lionel Messi y hermano del también futbolista Maximiliano Biancucchi.

## Trayectoria
Biancucchi se inició en los equipos inferiores de Newell's Old Boys.
En el verano de 2008 fue observado por ojeadores del TSV 1860 Múnich que se encontraban en Argentina, y el club bávaro se hace con sus servicios. En su primera temporada en Alemania, Biancucchi jugó en el equipo filial, siendo ascendido el año siguiente al primer equipo.
El 1 de febrero de 2011, es presentado por el Girona Futbol Club, de la Segunda División de España. Tras 5 meses en España, en julio del 2011 arriba al Independiente de Campo Grande de Paraguay. Tras 2 temporadas en el 2013 pasa al Olimpia.
Ante la falta de continuidad en el franjeado rescinde contrato el 30 de enero del 2014 y ficha para jugar en el Bahia de Brasil por 2 temporadas. Al finalizar la temporada el Bahía desciende junto a su hermano Maxi Biancucchi, quedando ambos jugadores libres.
El 30 de marzo de 2015 el Vasco da Gama presentó oficial al jugador, donde estuvo una temporada. Tras el descenso del club a la Serie B al finalizar la temporada, el 1 de diciembre de 2015 ficha por el Ceará Sporting Club para disputar la temporada 2016 en la Serie B de Brasil.
En enero de 2017 arregla con Club Rubio Ñu para disputar la Primera División de Paraguay por 1 temporada.
El 22 de diciembre de 2017 arregla una temporada por todo el 2018 con el club FBC Melgar para disputar la Copa Libertadores y la Primera División de Perú.

## Clubes
| Club              | País      | Año       |
| ----------------- | --------- | --------- |
| TSV 1860 Múnich   | Alemania  | 2008-2010 |
| Girona FC         | España    | 2011      |
| Independiente CG  | Paraguay  | 2011-2012 |
| Olimpia           | Paraguay  | 2013      |
| EC Bahia          | Brasil    | 2014      |
| Vasco da Gama     | Brasil    | 2015      |
| Ceará             | Brasil    | 2016      |
| Rubio Ñu          | Paraguay  | 2017      |
| General Díaz      | Paraguay  | 2017      |
| FBC Melgar        | Perú      | 2018      |
| Newell's Old Boys | Argentina | 2019      |
| Vila Nova         | Brasil    | 2020-2021 |
| Resende           | Brasil    | 2022      |
| Tacuary           | Paraguay  | 2022-     |

## Palmarés

### Títulos nacionales
| Título          | Club       | País   | Año  |
| --------------- | ---------- | ------ | ---- |
| Torneo Clausura | FBC Melgar | Perú   | 2018 |
| Serie C         | Vila Nova  | Brasil | 2020 |

### Títulos regionales
| Título            | Club     | Estado / Región | Año  |
| ----------------- | -------- | --------------- | ---- |
| Campeonato Baiano | EC Bahia | Bahía           | 2014 |
| Taça Río          | Resende  | Río de Janeiro  | 2022 |